# 盲鱼
盲鱼（学名：Astyanax jordani）又名乔氏丽脂鲤，是輻鰭魚綱脂鯉目脂鲤科的其中一种。

## 分布
分布於墨西哥的地下河流，生活在地下洞穴，長時期演化導致眼睛退化。

## 特徵
本魚最大的特徵就是沒有眼睛。背部輪廓呈弓形，幾乎沒有什麼特色。魚體呈淺紅色夾雜著銀白色，鰭有一些色彩。

## 生態
本魚棲息在完全漆黑的岩洞中，用側線系統辨別方向和覓食，屬雜食性，性情溫和，喜群游。

## 經濟利用
非食用魚，為觀賞性魚類。